# Fuente Vaqueros
Fuente Vaqueros és un municipi andalús situat en la part occidental de la Vega de Granada (província de Granada), en el sud-est d'Espanya. Limita amb els municipis de Pinos Puente, Santa Fe, Chauchina, Cijuela i Láchar. Pel seu terme municipal discorren els rius Genil, Cubillas, Frailes i de la Paz
És el lloc de naixença (1898) del famós poeta Federico García Lorca.